# Apanteles lipsis
Apanteles lipsis är en stekelart som beskrevs av Nixon 1967. Apanteles lipsis ingår i släktet Apanteles och familjen bracksteklar. Inga underarter finns listade i Catalogue of Life.